# 歐特倫鎮區 (密歇根州)
歐特倫鎮區（英語：Au Train Township）是位於美國密歇根州阿爾傑縣的一個行政鎮區。

## 地方資料
歐特倫鎮區的面積為409.30平方千米，當中陸地面積為365.90平方千米，而水域面積為3.40平方千米。根據2010年美國人口普查的數據，當地共有人口1019人，而人口密度為每平方千米2.49人。